# Atessa Val di Sangro S.S.D.
Atessa Val di Sangro ASD 2012 là một câu lạc bộ bóng đá Ý đến từ Atessa, Abruzzo. Đội hiện chỉ tham gia giải đấu trẻ: đội chính là Allievi Regionali Abruzzo trong nhóm B.

## Lịch sử
SSD Atessa Val di Sangro trước đây được thành lập năm 2009 sau khi sáp nhập với Polisportiva Val di Sangro và Atessa Calcio.
Vào mùa hè 2012, đội không tham gia Serie D và bị loại khỏi tất cả bóng đá Ý.
Ngay sau đó, câu lạc bộ được thành lập lại là Atessa Val di Sangro ASD 2012 hiện chỉ tham gia các giải trẻ.

### Trước khi sáp nhập

#### Polisportiva Val di Sangro
Câu lạc bộ được thành lập vào năm 1961 với tên Libertas Monte Marcone và được đổi tên vào năm 1968.
Mùa giải 2005-06, Polisportiva Val di Sangro kết thúc vị trí đầu tiên ở Serie D, Girone F. Đáng chú ý, Val di Sangro là đội bóng Serie D đầu tiên, mùa giải đó, được thăng hạng, về mặt toán học đã phân chia năm trận đấu trước khi kết thúc mùa giải.
Từ năm 2006-07, Val di Sangro đã chơi ở Serie C2 và chơi ở cấp độ đó (đổi tên thành Lega Pro Seconda Divisione năm 2008) cho đến năm 2009, khi câu lạc bộ bị xuống hạng ở Serie D.

#### Atessa Calcio
Câu lạc bộ được thành lập vào năm 1964.
Kể từ mùa giải 2004-05 cho đến khi sáp nhập, câu lạc bộ đã chơi ở Eccellenza Abruzzo.

## Màu sắc và huy hiệu
Màu sắc của đội là vàng và xanh.